# Chelsea (britská hudební skupina)
Chelsea je britská punkrocková skupina, založená v roce 1976 v Londýně. Původní sestavu tvořili Gene October (zpěv), William Broad (kytara, později známý jako Billy Idol), Tony James (baskytara) a John Towe (bicí). Své první, eponymní, album skupina vydala v roce 1979.

## Diskografie
Studiová alba
- Chelsea (1979: Step Forward, SFLP 2)
- Alternative Hits (1980) – v USA vyšlo jako No Escape
- Evacuate (1982)
- Original Sinners (1985)
- Rocks Off (1986)
- Underwraps (1989)
- The Alternative (1993)
- Traitors Gate (1994)
- Faster, Cheaper and Better Looking (2005)
- Saturday Night Sunday Morning (2015)

Koncertní alba
- Live at the Music Machine (1978)
- Norwich UK (1981)
- Live and Well (1983)
- Live & Loud (2005)